# Weigheim
Weigheim ist der östlichste der elf Stadtbezirke von Villingen-Schwenningen. Der Ort hat 1426 Einwohner (Stand Dezember 2023) auf einer Fläche von 7,44 km². Weigheim liegt näher an der Nachbarstadt Trossingen (ca. 2 km Entfernung) als an Schwenningen oder Villingen.
Das Dorf hat dieselbe Telefonvorwahl wie Trossingen 07425 und die Postleitzahl 78056 aus dem Schwenninger Bereich. Viele Weigheimer Bürger nutzen Einrichtungen in Trossingen.

## Geschichte

### Erste urkundliche Erwähnung
In der Urkunde, die 763 geschrieben wurde, vermacht Bauer Hug seinen gesamten Besitz an das Kloster St. Gallen. In dieser Urkunde wird der Ort Weigheim drei Mal auf unterschiedliche Weise erwähnt. An einer anderen Stelle in der Urkunde gehen die jährlichen Abgaben an das Kloster St. Gallen hervor. Unter anderem wird hier eine heute unbekannte Menge Eimer Bier genannt. Sogar die Dreifelderwirtschaft wird in dieser Urkunde erwähnt.

### Die Anfänge bis zur Eingliederung

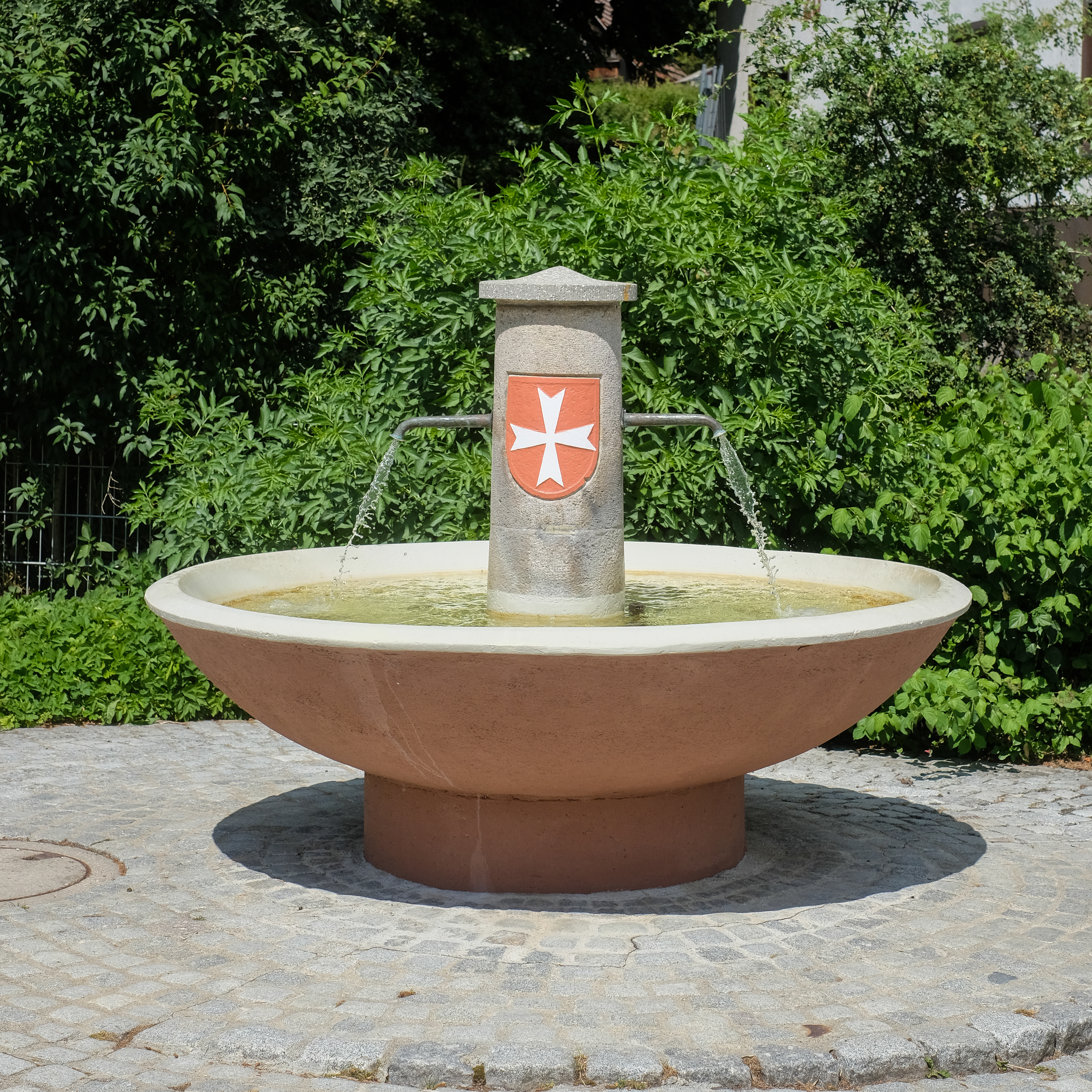
Dorfbrunnen mit Johanniterkreuz

Weigheim war ursprünglich ein alemannischer Siedlungsort, gelegen auf der Baar, dem Hochland zwischen Schwarzwald und Alb. Erstmals urkundlich erwähnt wurde der Ort im Jahre 763 als Wicaheim (Stiftsarchiv St. Gallen). Zunächst im Besitz des Klosters St. Gallen, gehörte er dann von 1317 bis 1805 der Johanniterkommende zu Villingen. So lässt sich auch das Johanniter- oder Malteserkreuz im Ortswappen erklären.
Weigheim wurde während des Bauernkrieges, des Dreißigjährigen Krieges und durch spätere Kriege stark zerstört. Zunächst gehörte es zum Fürstentum Fürstenberg. Durch einen Tagesbefehl Napoleons fiel das Dorf 1805 an Württemberg. Der Tausch- und Epurationsvertrag von 1806 regelte den Übergang der restlichen drei Villinger Malteserorte Neuhausen, Obereschach und Bad Dürrheim. Das Königreich Württemberg behielt Weigheim jedoch im Tausch gegen das im späteren Landkreis Karlsruhe gelegene Oberacker. Bei der Umsetzung der neuen Verwaltungsgliederung Württembergs wurde Weigheim dem Oberamt Tuttlingen zugeordnet. Seitdem wandelte es sich von einer bäuerlichen zu einer führenden Wohn- und Industriegemeinde der Region.
1938 fiel Weigheim an den Landkreis Rottweil. Die Gemeinde war nach dem Zweiten Weltkrieg Teil der französischen Besatzungszone und geriet somit 1947 zum neu gegründeten Land Württemberg-Hohenzollern, welches 1952 im Land Baden-Württemberg aufging. Am 1. Januar 1975 fand die freiwillige Eingliederung in die Stadt Villingen-Schwenningen statt. Weigheim ist damit der östlichste und älteste der elf Stadtbezirke.

## Gemarkung
Grund und Boden der Gemeinde erstrecken sich auf 733 ha Gemarkungsfläche, davon sind 225 ha Wald. Er erreicht eine mittlere Höhenlage von 733 m.

## Einwohnerentwicklung
- 1950: 0564 Einwohner
- 1961: 0670 Einwohner
- 1970: 1039 Einwohner
- 1975: 1085 Einwohner
- 1981: 1056 Einwohner
- 1993: 1208 Einwohner
- 1994: 1202 Einwohner
- 1997: 1261 Einwohner
- 1998: 1280 Einwohner
- 1999: 1260 Einwohner
- 2000: 1277 Einwohner
- 2001: 1300 Einwohner
- 2002: 1302 Einwohner
- 2004: 1314 Einwohner
- 2008: 1313 Einwohner
- 2011: 1248 Einwohner
- 2013: 1270 Einwohner
- 2017: 1369 Einwohner
- 2018: 1355 Einwohner
- 2019: 1394 Einwohner
- 2023: 1426 Einwohner[2]

## Dorfentwicklung

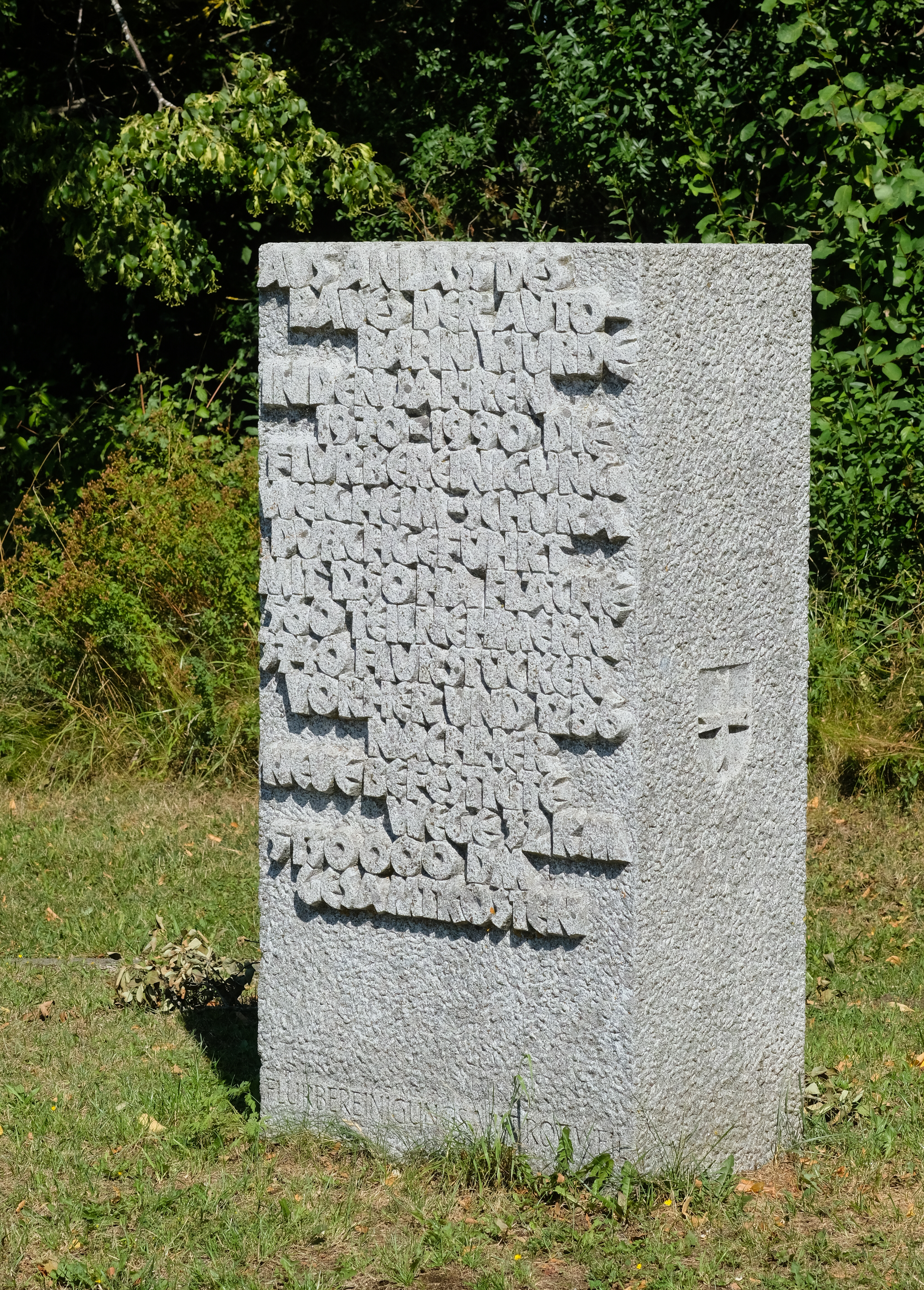
Gedenkstein Flurbereinigung

Im Zuge des Flurbereinigungsverfahren Weigheim-Schura aus Anlass des Baus der A 81 und weiterer Straßen, erfolgte die Besitzeinweisung im Herbst 1979 und kam 1991 zum Abschluss.

## Infrastruktur

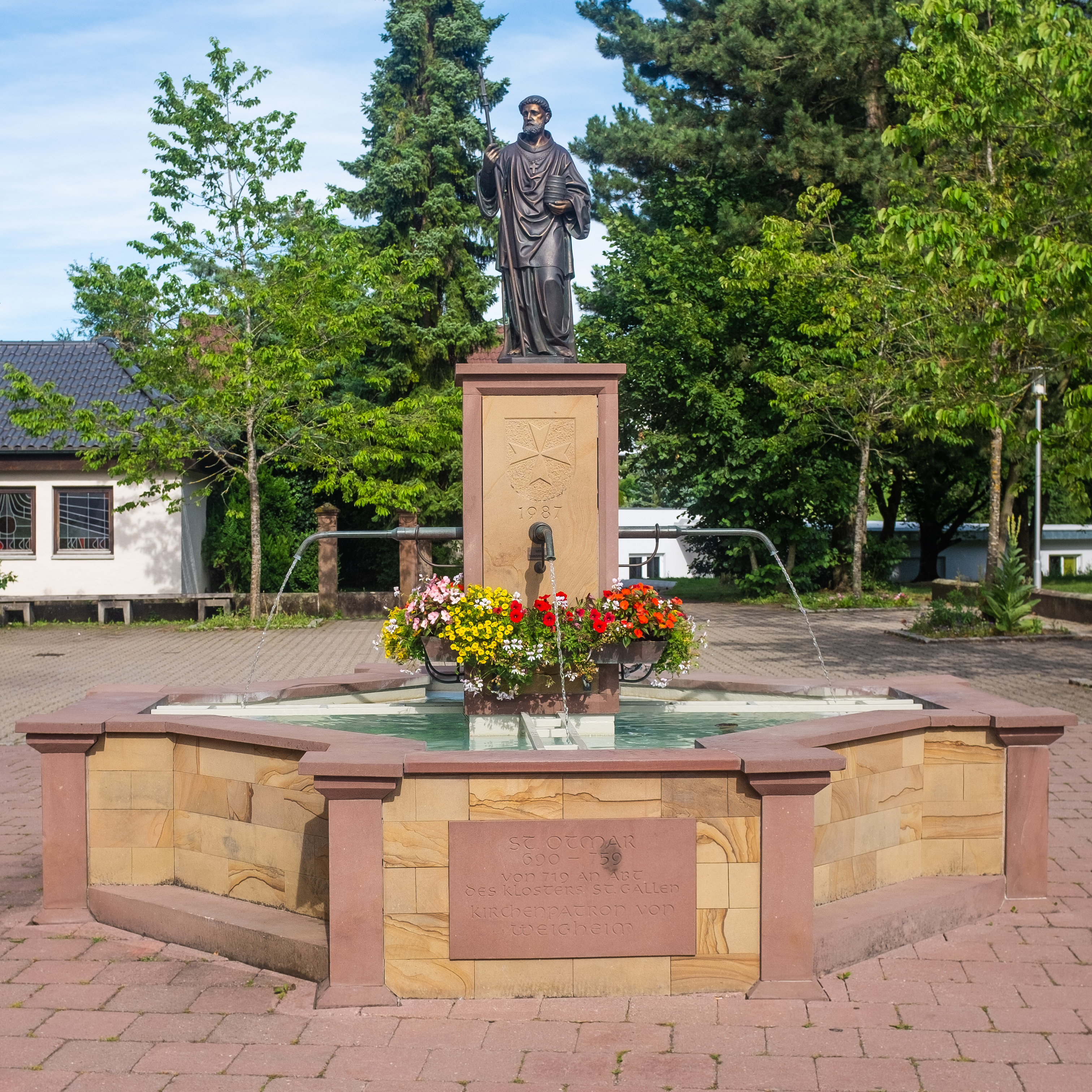
Otmarbrunnen

Im Ort sind der Kindergarten St. Christophorus, eine Gastwirtschaft, eine Zweigstelle der Volksbank Trossingen, die römisch-katholische Kirche St. Otmar, die Wendelinuskapelle. Als Ort von Bürgertreffen dienen das Gemeindehaus der katholischen Kirchengemeinde sowie eine Sport- und Festhalle. Busverbindungen existieren u. a. in die nahen Städte Trossingen und Schwenningen. Der nächste Bahnhof ist der auf Deißlinger Gemarkung liegende Staatsbahnhof „Trossingen Bahnhof“, ungefähr 5,3 Kilometer entfernt vom Ortskern, von wo aus mit dem Ringzug der „Hohenzollerischen Landesbahn“ Verbindungen u. a. nach Villingen und Rottweil bestehen.

## Bildungswege
Von der ersten bis zur vierten Klasse kann die Grundschule Weigheim-Mühlhausen in Weigheim besucht werden. Später schlagen die Schüler die unterschiedlichsten Bildungswege ein.
Die meisten in Weigheim wohnhaften Schüler findet man in Trossingen und Schwenningen. Es werden jedoch auch Schulen in z. B. Villingen und Bad Dürrheim besucht.

## Kultur in Weigheim
In Weigheim gibt es viele verschiedene kulturelle Angebote. So können sich die Einwohner in Vereinen oder auf Festen kulturell beteiligen.

### Vereine
- Dorfgemeinschaft (gegründet 1997)
- Fußballverein FC-Vorwärts Weigheim (gegründet 1920) mit eigenen Sportstätten und Vereinsheim
- Gartenfreunde Trossingen Ortsgruppe Weigheim
- Heimat und Trachtengruppe Weigheim (gegründet 1986)
- Musikverein Weigheim (gegründet 1924)
- Narrenzunft Weigheim (gegründet 1995)
- Pfadfinderschaft St. Georg, Stamm Weigheim (wiedergegründet 1971)
- Turngemeinde Weigheim (gegründet 1905)
- Freiwillige Feuerwehr Weigheim (erstmals erwähnt 1888)
- Schulförderverein Weigheim-Mühlhausen e. V. (gegründet 2007)

### Feste und andere Veranstaltungen
- Z'liet Obend: Der von der Heimat und Trachtengruppe organisierte Z'Liet-Obed, der jedes Jahr im Januar stattfindet, ist eine sehr gut besuchte Theaterveranstaltung.
- Fastnachtsumzug: Am ersten Februarsamstag kommen die Narren zahlreich zum Narrentreffen, welches von der Narrenzunft organisiert wird. Am Vorabend findet der immer gut besuchte Zunftball in der Mehrzweckhalle statt.
- Funkenfeuer: Der Veranstalter des jährlich stattfindenden Funkenfeuers ist die Freiwillige Feuerwehr.
- Jahreskonzert: Das musikalische Highlight ist das Jahreskonzert vom Musikverein Weigheim, welches im Allgemeinen zwei Wochen vor Ostern stattfindet.
- Tagwacht am 1. Mai: Jedes Jahr am ersten Mai wird der Ort vom örtlichen Musikverein geweckt. Die Musiker beginnen um 6:00 Uhr mit dem Wecken und marschieren durch das ganze Ort.
- Maifest: Am 1. Mai findet ein gemütliches Fest um den Maibaum statt.
- Ab in die Ferien: Je nach Wetter eine Woche vor dem letzten Schultag oder am letzten Schultag lädt der Musikverein Weigheim abends zu einem gemütlichen Hock mit Musik, roten Würsten und Bier ein.
- Hammellauf: Der Hammellauf wird vom Musikverein Weigheim im Rahmen eines zweitägigen Bierfestes veranstaltet.
- Adventsbasar: Am ersten Advent findet in der Festhalle der Adventsbasar statt.
- Kirchenkonzert: In jedem ungeraden Jahr wird am 2. Advent vom Musikverein Weigheim ein Kirchenkonzert in der St. Otmar Kirche veranstaltet.

### Schwäbisch-alemannische Fastnacht

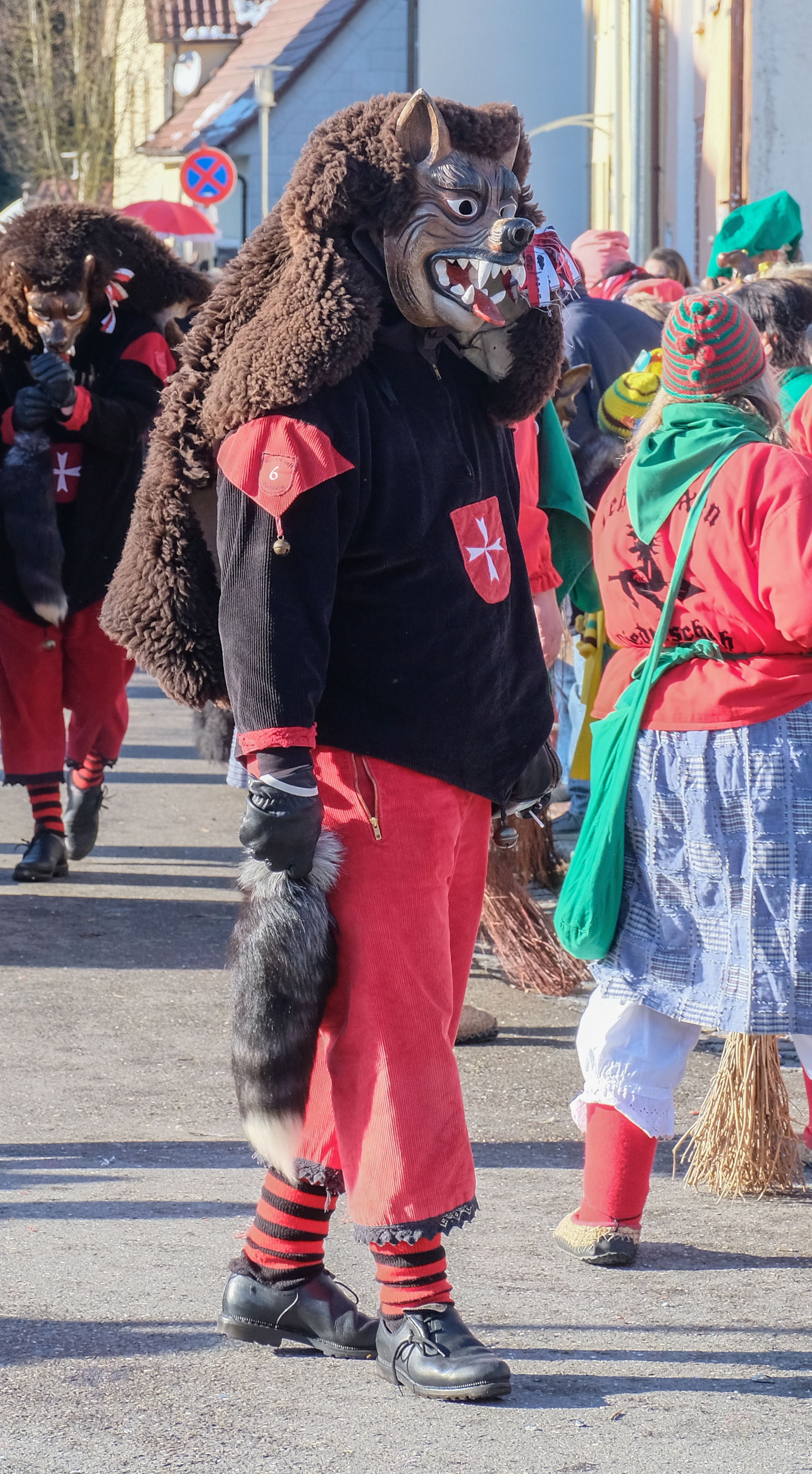
Wiegemer Wolf

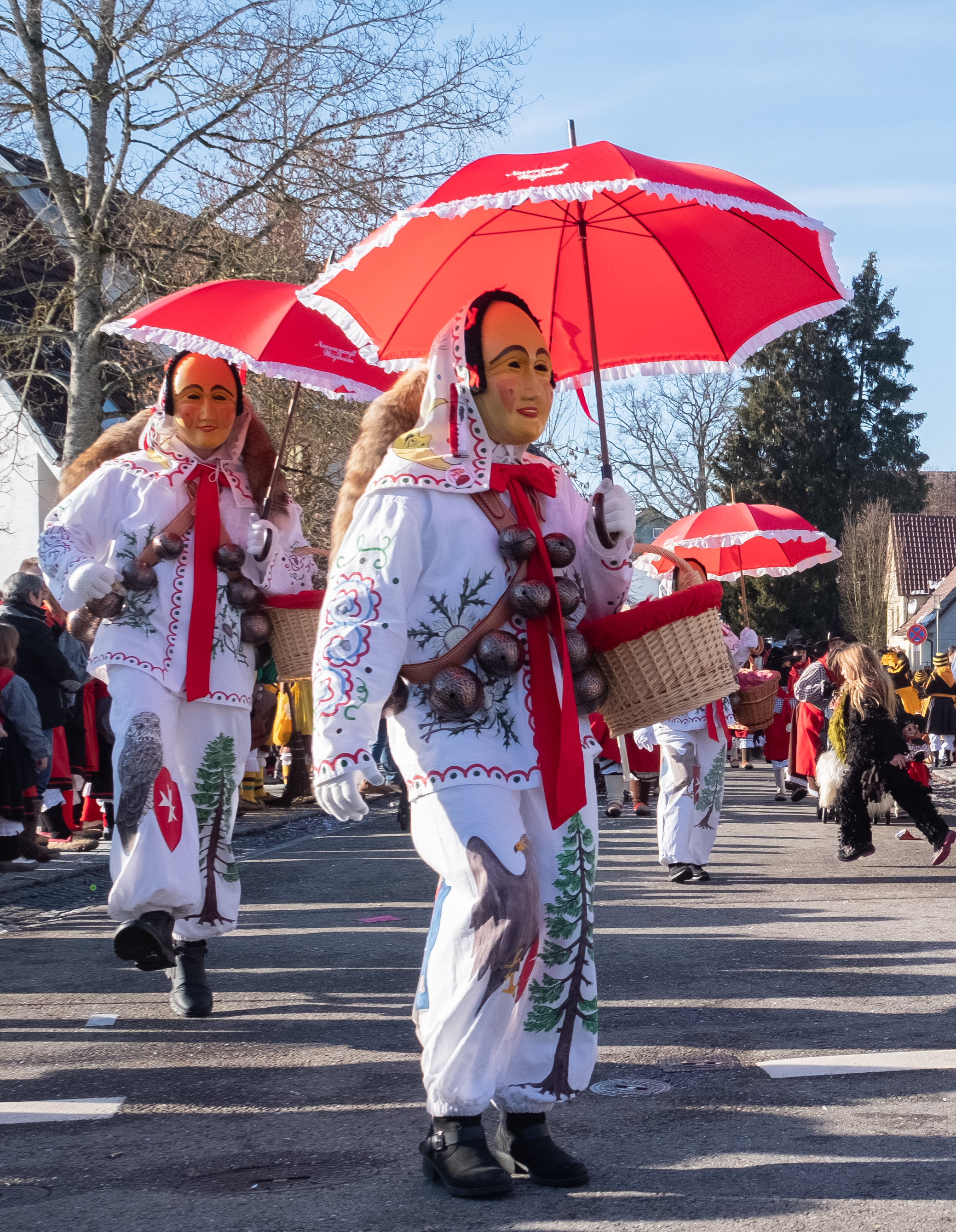
Wiegemer Hansel

Weigheim verfügt über eine aktive Narrenzunft. Es gibt zwei ortseigene Figuren der schwäbisch-alemannischen Fastnacht: Den „Wiegemer Wolf“ aus dem Jahre 1996, der in Anlehnung an die Waldgemarkung Wolfsgrund erfunden wurde, und den „Wiegemer Hansel“, einen klassischen Weißnarren.
Einmal jährlich (in der Regel am ersten Februarsamstag im Jahr) findet ein großer Narrenumzug durch den Ort statt, der durch zwei der drei Hauptstraßen Weigheims (Mühlhauser und Trossinger Straße) zur Fest- und Gemeindehalle zieht und bei der auch viele Narrenzünfte aus der Umgebung teilnehmen. Zusätzlich findet jedes Jahr am „Schmotzigen Dunnschtig“ ein Kinderumzug mit anschließender Kinderfasnet statt.